# Suribachi
Il monte Suribachi (摺鉢山?, Suribachiyama) è un vulcano spento situato sull'isola di Iwo Jima dell'Oceano Pacifico, parte della sottoprefettura di Ogasawara del Giappone e posta a 1.046 km a sud di Tokyo. Deve il suo nome alla forma che ricorda appunto un suribachi, una sorta di mortaio utilizzato nella cucina giapponese.

## Storia e geografia
L'intera isola è di origine vulcanica e ricoperta di ceneri; ampia solo una ventina di km² (21 circa), è dominata appunto dal monte Suribachi, alto 169 m che ne occupa la punta a sud-est, collegato al resto dell'isola da una lingua di terra bassa rispetto al monte e all'altipiano centrale. La sua cima è raggiungibile da una strada con tornanti che la collega all'altipiano di Motoyama, anch'esso di formazione vulcanica.
La cima ospita i memoriali statunitense e giapponese della battaglia di Iwo Jima, combattuta durante la seconda guerra mondiale. Proprio durante questa battaglia il fotografo statunitense Joe Rosenthal scattò, sulla cima del monte, la foto chiamata Raising the Flag on Iwo Jima. L'ultima eruzione del Motoyama è stata stimata colla datazione al carbonio a 2600±80.000 anni, mentre il Suribachi è una formazione più giovane, ma non è stata datata.